# 燈籠洲燈塔

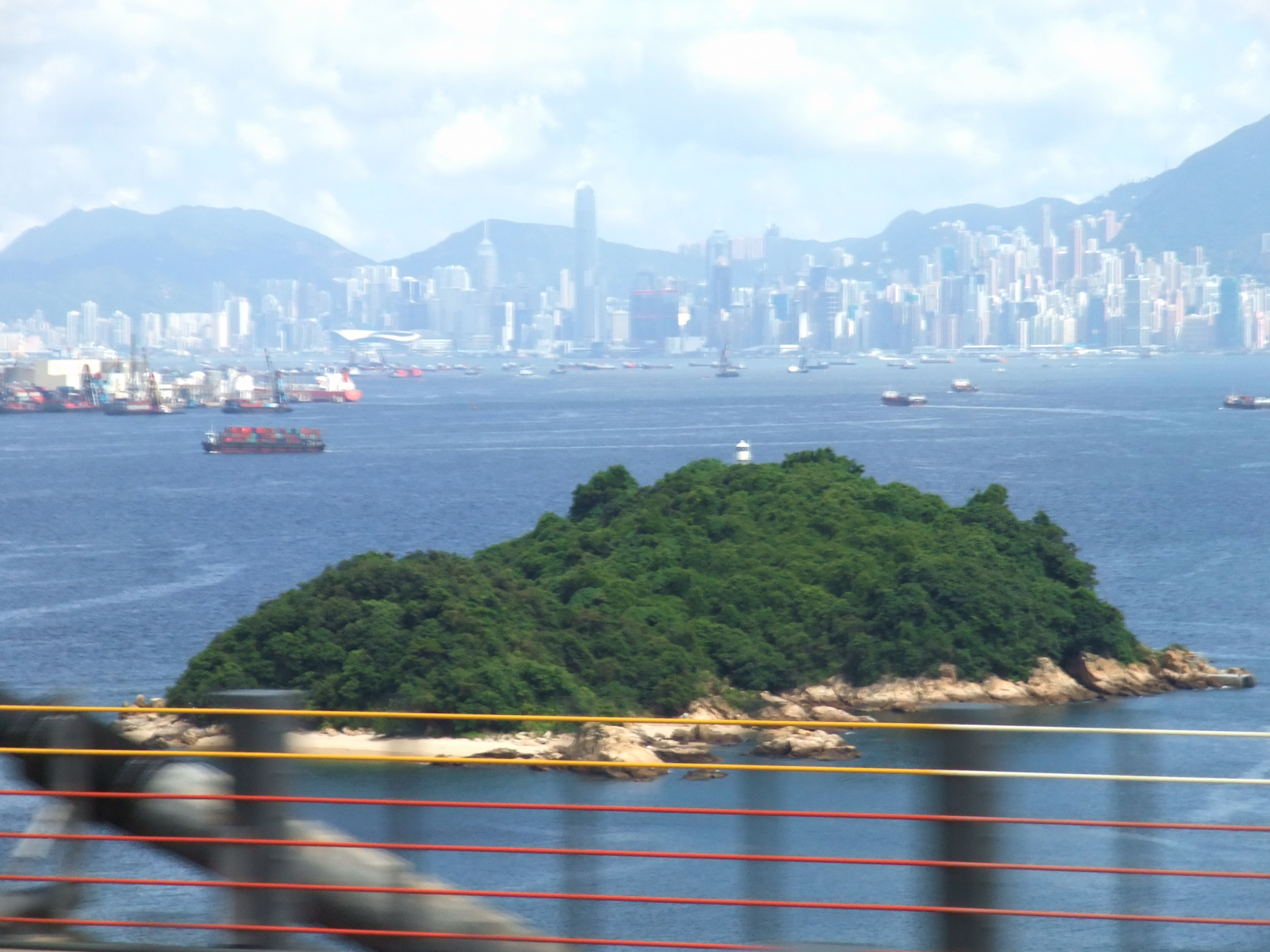
從青馬大橋向東南方眺望燈籠洲，島上白色建築物為燈籠洲燈塔

燈籠洲燈塔（英語：Tang Lung Chau Lighthouse），又稱汲星燈塔，是香港燈塔，位於新界荃灣區燈籠洲，處於汲水門航道，現為法定古蹟。

## 歷史
燈籠洲燈塔於1912年4月29日啟用，初時以人手操作，有燈塔管理員駐守。燈塔約於1980年代改為自動操作，現由海事處管理。2000年12月29日，康樂及文化事務署屬下的古物古蹟辦事處宣佈將燈籠洲燈塔列為香港法定古蹟，同期列入的還有橫瀾燈塔。

## 特色
燈籠洲燈塔是香港現存五座戰前興建的燈塔之一。燈塔以鋼鑄骨架建做，塔高11.8米，塔頂為白色。其照明儀器及鋼鑄骨架，都是由英國製造。燈塔旁邊有一座磚構建築，為以往的燈塔管理員的居所。該建築內有睡房、廚房、廁所以及儲物室。食水是靠屋頂所收集的雨水引入地下的儲水箱備用。

## 外部連結
- 康樂及文化事務署 - 燈籠洲燈塔 （页面存档备份，存于）